# Чернівецька волость
Чернівецька волость — історична адміністративно-територіальна одиниця Ямпільського повіту Подільської губернії з центром у містечку Чернівці.
Станом на 1885 рік складалася з 25 поселень, 9 сільських громад. Населення — 14 116 осіб (6853 чоловічої статі та 7263 — жіночої), 1740 дворових господарства.
|                     | Площа, десятин | У тому числі орної, дес. |
| ------------------- | -------------- | ------------------------ |
| Сільських громад    | 14381          | 12304                    |
| Приватної власності | 9810           | 6361                     |
| Іншої власності     | 576            | 340                      |
| Загалом             | 24767          | 19005                    |

Основні поселення волості:
- Чернівці — колишнє власницьке містечко при річці Мурафа за 35 верст від повітового міста, 2750 осіб, 491 дворове господарство, православна церква, костел, синагога, 3 єврейських молитовних будинки, аптека, 5 постоялих дворів, 10 постоялих будинків, 16 лавок, 2 водяних млини, винокурний завод, базари через 2 тижні. За 8 верст — винокурний завод.
- Березівка — колишнє власницьке село при річці Мурашка, 2405 осіб, 309 дворових господарств, 2 православні церкви, школа, 3 постоялих будинки, 2 водяних млини, винокурний завод.
- Володіївці — колишнє власницьке село при річці Мурафа, 1294 особи, 207 дворових господарств, православна церква, 2 постоялих будинки, лавка.
- Лужок — колишнє власницьке село при річці Мурашка, 676 осіб, 85 дворових господарств, 2 постоялих будинки, водяний млин.
- Політанки — колишнє власницьке село при річці Мурафа, 1299 осіб, 141 дворових господарств, православна церква, постоялий будинок.
- Руська Писарівка — колишнє власницьке село при річці Мурафа, 1377 осіб, 211 дворових господарств, православна церква, школа, постоялий будинок, водяний млин.
- Саїнка — колишнє власницьке село при річці Мурафа, 1144 особи, 129 дворових господарств, православна церква, 2 постоялих будинки.
- Сокіл — колишнє власницьке село, 806 осіб, 110 дворових господарств, 2 постоялих будинки.

Старшинами волості були:
- 1904 року — Василь Іванович Банах[2];